# Zaganiacz oliwny

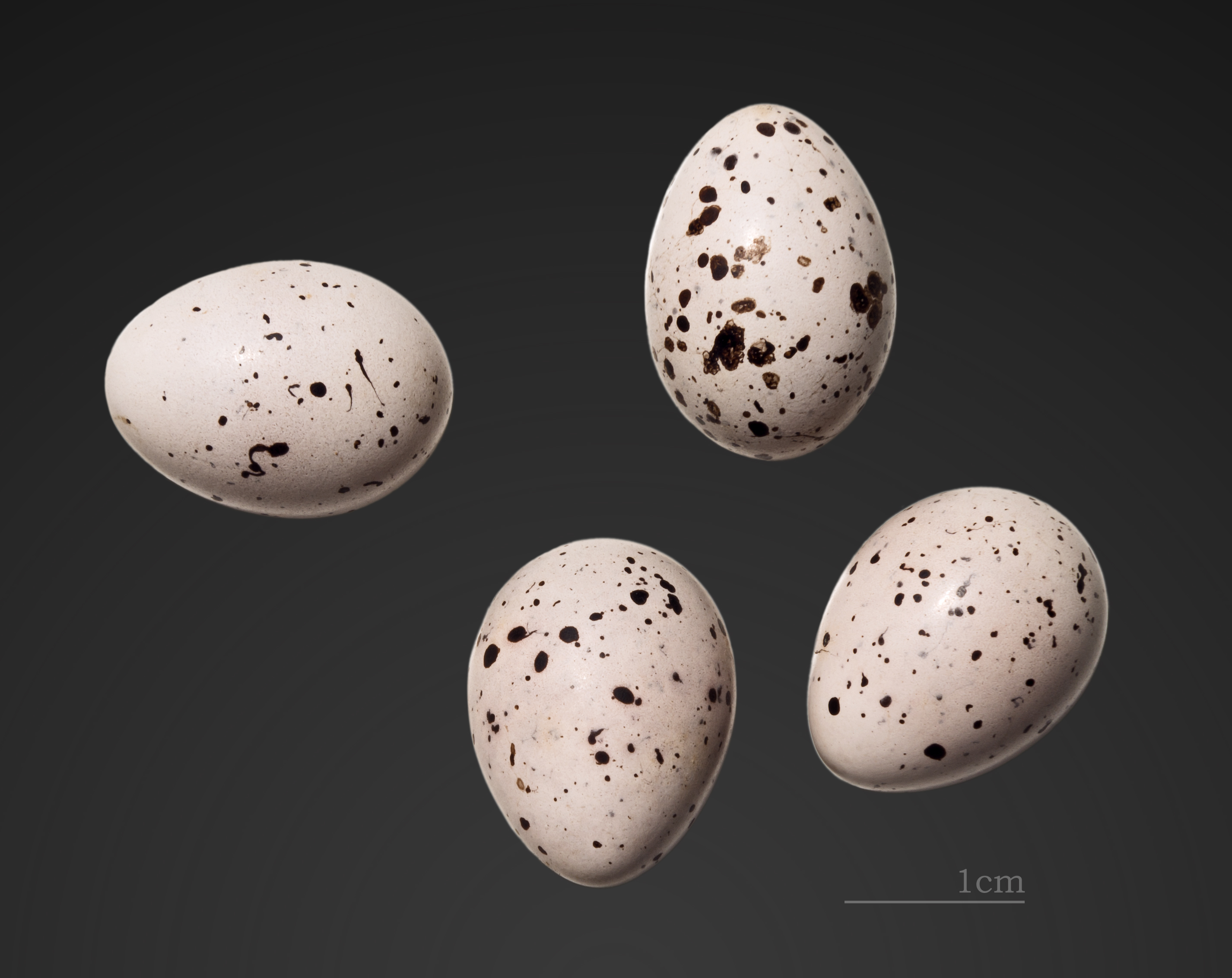
Jaja

Zaganiacz oliwny, zaganiacz oliwkowy (Hippolais olivetorum) – gatunek małego, wędrownego ptaka z rodziny trzciniaków (Acrocephalidae), wcześniej zaliczany do pokrzewkowatych (Sylviidae). Gniazduje w południowo-wschodniej Europie (od Chorwacji po Grecję oraz w południowo-wschodnim krańcu Rumunii i we wschodniej Bułgarii), zachodniej i południowej Turcji, zachodniej Syrii i północnym Izraelu. Zimuje we wschodniej i południowej Afryce. Nie pojawia się w Polsce. Gatunek monotypowy.
Długość 16–18 cm; masa ciała 14–23 g. Ma długie skrzydła.